# 476 aC
El 476 aC va ser un any del calendari romà prejulià. Durant la República Romana es coneixia com l'Any del consolat de Rútil i Estructe, o de vegades, any 278 Ab urbe condita o de la fundació de Roma. La denominació 476 aC per a aquest any s'ha emprat des de l'edat mitjana, quan el calendari Anno Domini va ser el mètode més usat a Europa per a anomenar els anys.

## Esdeveniments

### Grècia
- Cimó II augmenta el seu poder a expenses de Temístocles. Expulsa de l'illa d'Esciros als pirates dolops i hi funda una colònia.[2]
- Sota la direcció de Cimó i amb Aristides com a comandant adjunt al general Pausànies, la lliga de Delos continua lluitant contra els perses i allibera els ciutadans de Jònia.[2]

### Tràcia
- Boges, governador persa d'Eíon, a Tràcia, va veure la seva ciutat assetjada pels atenesos. Cimó, que dirigia l'exèrcit, li va proposar la rendició. Boges, quan va veure que no podia seguir defensant la ciutat i negant-se a lliurar-la va matar la seva família, va calar foc als tresors i al seu palau i va morir.[3][4]

### República Romana
- Aulus Virgini Tricost Rútil i Espuri Servili Estructe són elegits cònsols a Roma. Els etruscs havien avançat fins a les muralles de Roma i es van apoderar del turó del Janícul. Servili Estructe va provar de recuperar el turó, però va ser rebutjat amb fortes pèrdues i només es va salvar de la completa destrucció per l'oportú suport del seu col·lega Rútil. Quan es va acabar el període del seu mandat va ser acusat de la derrota pels tribuns de la plebs, però va ser absolt.[5]
- Quint Considi i Tit Genuci són elegits tribuns de la plebs. Van fer aprovar una llei agrària. Van acusar Tit Meneni Lanat, cònsol l'any anterior, de ser el culpable de la destrucció dels Fabis a la riba del Cremera, perquè no va actuar per evitar-la.[6]

### Temàtiques

#### Esports
- Jocs Olímpics: Agesídam guanya la prova de pugilat.[7]

## Necrològiques
- Anaxilau, tirà de Règion.[8]
- Itoku, emperador del Japó.[9]